# Martin Lohse
Martin Lohse (født 29 maj 1971 i København) er en dansk komponist, visuel kunstner, lektor på Det Kongelige Danske Musikkonservatorium og korrespondanceskakspiller.
Lohses værker er blevet opført i de skandinaviske lande, det meste af Europa samt på turneer i Rusland, Vietnam, Bangladesh, Sydamerika og USA.

## Uddannelse og karriere
Martin Lohse har taget diplomeksamen i komposition og musiklærereksamen i musikteori på Det Kongelige Danske Musikkonservatorium med Niels Rosing-Schow som hovedfagslærer. Han har studeret hos Hans Abrahamsen i komponistklassen (solistklassen), som han afsluttede med debutkoncert i København d. 19 oktober 2004. 
Vandt Statens Kunstfonds konkurrence ”Yderligheder” i 2001 sammen med Carsten Bo Eriksen, modtog Statens Kunstfonds 3-årige arbejdslegat i 2003 og fik Hakon Børresen Prisen 2012.
Udover at komponere akustisk og elektroakustisk musik, maler han abstrakte billeder – gerne i rene klare farver.

## Mobile
Omkring 2009 indtræder et stilskifte med udviklingen af kompositionsteknikken Mobile, som kombinerer mangelaget til tider polystilistisk musik med en simpel følge af store tertser skabende en musik med ingen eller ganske få dissonanser.
Værkerne kan være enkle næsten transcendentale eller være en kakofonisk sammenstilling af minimalistisk, romantisk og barokagtig musik, alle i hver deres tempo, metrik og så videre, men alle følgende den bagvedliggende enkle harmonik af langsomme store tertser.

### Enkeltstående koncerter
- Carnegie Hall, New York 2011 og 2018
- Rising Stars in Kremlin 2011
- Statens Museum for Kunst 2009, 2010, 2011 og 2019
- Louisiana 2011

### Festivaler
- Allegretto Zilina, Central-European Music Festival 2014
- Nafplion Festival Arkiveret 21. april 2014 hos  Wayback Machine, Grækenland 2013, 2012 og 2009
- Salacgriva Classical Music Festival 2014, 2013 og 2012
- OpenDays Festival/NUT 2013, 2012, 2011, 2010, 2009 og 2008
- Hindsgavl Festival 2011
- Frederiksværk Musikfestival 2011
- Copenhagen Summer Festival 2011 og 2003
- Wundergrund Arkiveret 26. februar 2014 hos  Wayback Machine 2011 og 2009
- Warsaw Autumn (2004) Arkiveret 7. juni 2012 hos  Wayback Machine (2002) Arkiveret 7. juni 2012 hos  Wayback Machine
- Magma, Nordic Music Days (2002)

## Værker
Lohse har skrevet ca. 60 værker for kor, orkester samt forskellige kammermusikbesætninger med og uden elektronik. 
Udvalgte værker

### Orkesterværker
- Collage de temps (2013) (klaver og sinfonietta)
- Moto immoto (2009–10) (symfoniorkester)
- In liquid... (akkordeonkoncert) (2008–10) (akkordeon & symfoniorkester)
- Lurid Light (1999) (symfoniorkester)

### Vokale værker
- Menneskets tråde (2002) (mezzosopran solo)
- Utroligheds frø (2002) (salme, 4-stemmigt kor)
- Tree haiku (1999) (12-stemmigt kor))
- Det døende Barn (1998) (4-stemmigt kor)

### Kammerværker
- 5 momenti mobile (2013) (2 akkordeon, violin, cello og klaver)
- Concerto in tempi (2010) (akkordeon og klaver)
- In liquid... (acc. & pno) (2008-11) (akkordion og klaver)
- Ember (2008) (sinfonietta)
- 8 momenti mobile (2008) (saxofonkvartet)
- Nocturne (2007) (klaver solo)
- Image balancantes (2004) (klarinet, violin, cello og klaver)
- In liquid... (vln & pno) (2003) (violin og klaver)
- Koncert (2001) (klarinet, violin, cello og klaver)
- Smoke (2000) (klarinet, violin, cello og klaver)
- Haiku (1999) (klarinet, violin, cello og klaver)
- Istid (1997) (klarinet, violin, cello og klaver)
- For at forfølge det håb… (1996) (mezzo-sopran og violin)

### Soloværker
- Momentum (2013-14) (akkordeon)

- Turn (2011-12) (klaver)

- Passing (2011-12) (akkordeon)

### Elektroakustiske værker
- Moto in moto (2009) (bånd, orkestersamples)
- Speed (2010) (marimba og fem delays)
- Wood on strings (2010) (strygekvartet og fem delays)
- Change ringing (2009) (clarinet, harpe, marimba og bånd, orkestersamples)
- Sorrow (2006) (bånd, orkestersamples)
- Slow movement (2004) (bånd, orkestersamples)
- Entity (1999–2002) (solo violin og fem delays)* Vibration in blue and yellow (1999) (elektroakustisk, bånd)

## Korrespodenceskak
Tildelt stormester titel (GM) af ICCF, International Correspondence Chess Federation i 2009.
Bedste resultat er en 3. plads i kandidat turneringen WCCC28CTO3, hvor 1-2. plads kvalificerer til finale i verdensmesterskabet.